# Mark Flekken
Mark Flekken (Kerkrade, 1993. június 13. –) holland válogatott labdarúgó, a Bayer Leverkusen játékosa.

## Pályafutása

### Klubcsapatokban
Az RKVV WDZ ifjúsági csapataiban nevelkedett, majd a Roda akadémiájára került, innen 2009-ben a német Alemannia Aachen szerződtette. 2011. szeptember 22-én profi szerződést kapott a klubtól. 2013. január 26-án mutatkozott be az első csapatban az 1. FC Saarbrücken ellen 2–0-ra megnyert harmadosztályú bajnoki mérkőzésen. René van Eck a csapat akkori edzője őt nevezte ki első számú hálóőrnek, miután a klub nehéz anyagi helyzetbe került és megvált Michael Melkától. A 2013–14-es szezon előtt a Greuther Fürth csapatába igazolt. Wolfgang Hesl és Sebastian Mielitz mögött csak harmadszámú kapusként számítottak rá az első csapatban.
2016. június 12-én az MSV Duisburg szerződtette. Augusztus 7-én egy szöglet után gólt szerzett a VfL Osnabrück ellen. 2018 februárjában az Ingolstadt elleni találkozón hátat fordított a pályának, hogy kulacsát elővegye és igyon, de a kapuja előtt folyt a játék és gólt kapott.
2018. május 14-én jelentették be, hogy a következő szezontól a Freiburg játékosa lesz. A 2018–19-es szezon utolsó bajnoki mérkőzésén mutatkozott be az 1. FC Nürnberg ellen, miután Alexander Schwolow mögött csak másodszámúnak számított. A 2020–21-es szezon előtt Schwolow távozott a klubtól és ő lépett a helyére, de szinte az egész szezont ki kellett hagynia sérülés miatt. A második csapatban tért vissza a sérülését követően, majd a felnőttekhez.
2023. május 31-én az angol Brentfordhoz igazolt. 2025. június 3-án hároméves szerződést írt alá a német Bayer Leverkusen csapatával.

### A válogatottban
2021 novemberében behívták a felnőtt válogatottba Montenegró és Norvégia elleni 2022-es labdarúgó-világbajnokság-selejtező mérkőzésekre. 2022. március 26-án mutatkozott be Dánia ellen. 2024. május 29-én bekerült a 2024-es labdarúgó-Európa-bajnokságra utazó keretbe.

## Sikerei, díjai
- MSV Duisburg
  - 3. Liga: 2016–17

- Freiburg II
  - Regionalliga Südwest: 2020–21

## Család
Limburg megyében a német határhoz közeli Bocholtz városában éltek szüleivel. Labdarúgó családból származik, testvére Roy, aki kisebb német klubokban lépett pályára.